# Okrouhlá (kraj liberecki)
Okrouhlá – gmina w Czechach, w powiecie Česká Lípa, w kraju libereckim. 1 stycznia 2014 liczyła 554 mieszkańców.